# Darevskia
A Darevskia  a hüllők (Reptilia) osztályába a  pikkelyes hüllők (Squamata) rendjébe, valamint a gyíkok (Sauria)  alrendjébe és a nyakörvösgyíkfélék (Lacertidae)  tartozó családjába tartozó nem.

## Rendszerezés
A nembe az alábbi 26 faj tartozik:
- Darevskia alpina
- Darevskia armeniaca
- Darevskia bendimahiensis
- Darevskia brauneri
- Darevskia caucasica
- Darevskia chlorogaster
- Darevskia clarkorum
- Darevskia daghestanica
- Darevskia dahli
- Darevskia defilippii
- Darevskia derjugini
- Darevskia dryada
- Darevskia lindholmi
- Darevskia mixta
- Darevskia parvula
- Darevskia portschinskii
- Darevskia praticola
- Darevskia raddei
- Darevskia rostombekovi
- Darevskia rudis
- Darevskia sapphirina
- Darevskia saxicola
- Darevskia unisexualis
- Darevskia uzzelli
- Darevskia valentini